# Lode Wyns
Lode Wyns, född 29 november 1946, är en friidrottare från Belgien. Han deltog vid olympiska sommarspelen 1968.